# The Legacy
The Legacy je debutové studiové album americké thrashmetalové skupiny Testament. Album produkoval Alex Perialas a vyšlo 21. dubna 1987 přes vydavatelství Atlantic/Megaforce.
Před nahráváním alba v lednu 1987 byla skupina v sestavě zpěvák Steve „Zetro“ Souza, kytaristé Alex Skolnick a Eric Peterson, baskytarista Greg Christian a bubeník Louie Clemente. Mezitím zpěvák Souza odešel do thrashmetalové skupiny Exodus. Nakonec byl požádán zpěvák Chuck Billy z místní kalifornské skupiny, aby se připojil do kapely.
Před vydáním alba se skupina přejmenovala na jméno Testament namísto The Legacy, protože zjistila, že existuje hotelová krycí skupina[ujasnit] RnB jménem Legacy.
Toto je jediné album Testament, které obsahuje skladatelskou práci od bývalého zpěváka Souzy, který byl připsán jako spoluautor všech písní, s výjimkou „COTLOD“ a „Do or Die“, na kterých se podíleli původní zpěvák Legacy Derrick Ramirez a Billy. Závěrečná skladba, „Apocalyptic City“, byla napsána Skolnickem a Petersonem.
Album získalo pozitivní recenze, hlavně od databáze AllMusic, i když se neprosadilo na žádném americkém žebříčku. Album propagovali jako předkapela a hosté na turné od června 1987 do dubna 1988 s kapelou Anthrax a také na několika koncertech s Megadeth.
Po vydání v roce 1987 se v USA během tří let úspěšně prodalo přes 150 000 kopií alba.

## Seznam skladeb
| Pořadí         | Název                                        | Hudba                                        | Text                            | Délka |
| -------------- | -------------------------------------------- | -------------------------------------------- | ------------------------------- | ----- |
| 1.             | Over the Wall                                | Eric Peterson, Alex Skolnick, Greg Christian | Steve Souza                     | 4:07  |
| 2.             | The Haunting                                 | Skolnick, Peterson                           | Souza, Peterson                 | 4:17  |
| 3.             | Burnt Offerings                              | Skolnick, Peterson                           | Souza, Peterson                 | 5:07  |
| 4.             | Raging Waters                                | Peterson                                     | Souza, Peterson                 | 4:32  |
| 5.             | C.O.T.L.O.D. (Curse of the Legions of Death) | Ramirez, Peterson                            | Ramirez, Peterson               | 2:32  |
| 6.             | First Strike is Deadly                       | Skolnick, Peterson                           | Souza, Christian                | 3:43  |
| 7.             | Do or Die                                    | Skolnick, Peterson, Louie Clemente           | Skolnick, Peterson, Chuck Billy | 4:39  |
| 8.             | Alone in The Dark                            | Skolnick, Peterson                           | Souza                           | 4:05  |
| 9.             | Apocalyptic City                             | Skolnick, Peterson                           | Skolnick, Peterson              | 5:51  |
| Celková délka: | Celková délka:                               | Celková délka:                               | Celková délka:                  | 38:45 |

## Obsazení
- Chuck Billy – zpěv
- Alex Skolnick – kytary
- Eric Peterson – kytary
- Greg Christian – baskytara
- Louie Clemente – bicí